# Threadneedle Street
Threadneedle Street est une rue de la Cité de Londres, en Angleterre, située entre Bishopsgate à son extrémité nord-est et Bank junction au sud-ouest. Elle se trouve dans le quartier de Cornhill.

## Histoire
La rue est célèbre comme le site de la Banque d'Angleterre ; la banque elle-même est parfois connue sous le nom de « la vieille dame de Threadneedle Street » et est basée à son emplacement actuel depuis 1734. La bourse de Londres était également située sur Threadneedle Street jusqu'en 2004, date à laquelle elle a déménagé à proximité de Paternoster Square. Le Baltic Exchange a été fondé dans le Virginia and Baltick Coffee House sur Threadneedle Street en 1744 ; il est maintenant situé sur St Mary Axe.
Une église protestante francophone y est fondée en 1550. Elle est détruite en 1840,.

## Littérature
- William Reid, The life and adventures of the old lady of Threadneedle Street, 1832
- James Roberts, The Cormorant of Threadneedle Street, 1875